# راننده تاکسی (مجموعه تلویزیونی کره جنوبی)
راننده تاکسی (انگلیسی: Taxi Driver; کره‌ای: 모범택시) یک مجموعهٔ تلویزیونی کره جنوبی با بازی لی جه هون، کیم یی-سونگ، پیو یه-جین، جانگ هیوک-جین، به یو رام در کنار ایسوم در فصل اول و شین جه-ها در فصل دوم است. این مجموعه برپایهٔ وب‌تون تاکسی لوکس اثر کارلوس و لی جه جین است. فصل اول از ۹ آوریل تا ۲۹ مه ۲۰۲۱، روزهای جمعه و شنبه ساعت ۲۲:۰۰ (کی‌اس‌تی) از اس‌بی‌اس برای ۱۶ قسمت پخش شد. فصل دوم از ۱۷ فوریه تا ۱۵ آوریل ۲۰۲۳، روزهای جمعه و شنبه ساعت ۲۲:۰۰ (کی‌اس‌تی) برای ۱۶ قسمت پخش شد. این مجموعه همچنین برای استریم در ویو در کره جنوبی و نتفلیکس، ویکی و ویو در مناطق منتخب قابل دسترسی است. در ۱۶ آوریل ۲۰۲۳، ساخت فصل سوم این مجموعه تأیید شد.
راننده تاکسی از جنایات فجیع واقعی در کره الهام گرفته است. این مجموعه به خاطر عملکرد بازیگران و خط داستانی مورد تحسین بینندگان قرار گرفت. قسمت آخر فصل اول به جایگاه چهارم پربیننده‌ترین درام‌های جمعه شنبه‌های اس‌بی‌اس در تاریخ شبکه اس‌بی‌اس رسید.
قسمت آخر فصل دوم به تعداد بینندگان بیشتر از قسمت آخر فصل اول دست یافت و همچنین رکورد جدیدی برای بیشترین تعداد بینندگان مینی‌سریال‌هایی که تاکنون در سال ۲۰۲۳ پخش شده‌اند، ثبت کرد.

## مرور کلی
| فصل  | قسمت‌ها | قسمت‌ها | تاریخ اصلی روی آنتن رفتن | تاریخ اصلی روی آنتن رفتن | زمان پخش                           | میانگین آمار بینندگان (میلیون) |
| فصل  | قسمت‌ها | قسمت‌ها | اولین بار                | آخرین بار                | زمان پخش                           | میانگین آمار بینندگان (میلیون) |
| ---- | ------ | ------ | ------------------------ | ------------------------ | ---------------------------------- | ------------------------------ |
| ۱    | ۱۶     | ۱۶     | ۹ آوریل ۲۰۲۱             | ۲۹ مه ۲۰۲۱               | جمعه و شنبه ساعت ۲۲:۰۰ (کی‌اس‌تی)    | ۲٫۷۶۵                          |
| ویژه | ۲      | ۲      | ۱۶ فوریه ۲۰۲۳            | ۴ مارس ۲۰۲۳              | پنجشنبه و شنبه ساعت ۲۲:۰۰ (کی‌اس‌تی) | ۰٫۷۰۷                          |
| ۲    | ۱۶     | ۱۶     | ۱۷ فوریه ۲۰۲۳            | ۱۵ آوریل ۲۰۲۳            | جمعه و شنبه ساعت ۲۲:۰۰ (کی‌اس‌تی)    | ۲٫۸۶۹                          |

## خلاصهٔ داستان
کیم دو گی (لی جه هون) فارغ‌التحصیل آکادمی نظامی کره است. زمانیکه در ارتش مشغول به خدمت بود، برای دیدن مادرش به خانه برمی‌گردد و مادرش به طرز فجیعی به قتل رسیده بود. او هم‌اکنون به عنوان راننده تاکسی در شرکتی کار می‌کند که به صورت پنهانی خدمات «انتقام‌گیری» را به مشتریان خود ارائه می‌دهد.

## بازیگران

### اصلی
- چوی هیون ووک (بهترین بازیگر جهان)
- لی جه هون در نقش کیم دو گی[۲۰][۲۱]
- ایسوم در نقش کانگ ها نا (فصل ۱)[۲۰]

یک دادستان
- کیم یی-سونگ در نقش جانگ سونگ چول[۲۰][۲۲]

مدیرعامل شرکت تاکسی رنگین‌کمان
- پیو یه-جین در نقش آن گو اون

یک هکر ماهر
- جانگ هیوک-جین در نقش چوی کیونگ گو[۲۰][۲۳]

مکانیک اصلی شرکت تاکسی رنگین‌کمان
- به یو رام در نقش پارک جین اون[۲۰]

دستیار مکانیک شرکت تاکسی رنگین‌کمان
- شین جه-ها در نقش اون ها جون (فصل ۲)[۲۴]

یک راننده جدید در شرکت تاکسی رنگین‌کمان